# Андрюшевка (Воронежская область)
Андрюшевка — село в Кантемировском районе Воронежской области России.
Входит в состав Осиковского сельского поселения. Расположено в 5 км от его центра - села Осиковки.

## История
По одной из версий, в этих краях жил пан, который двум своим сыновьям – Виктору и Андрею – подарил по хутору. Так образовались Викторовка и Андрюшевка, сейчас это сёла.
В 1900 году в Андрюшевке было 29 дворов и 186 жителей.
В селе было имение пана Ямпольского и его супруги Екатерины Николаевны. Жил там и богатый крестьянин по фамилии Усков – в его доме расположилась первая сельская школа. А в 1974 году в тамошнем колхозе «Путь к коммунизму» возводилась молочно-товарная ферма. Там работал студенческий стройотряд воронежского строительного института.
Во времена СССР в Андрюшевке были клуб, почта, библиотека, магазин. В каждом дворе – поросята, быки с коровами, птица.

## Современность
Согласно данным Всероссийской переписи населения 2010 года, в Андрюшевке проживало 49 человек.
Ныне в селе 1 улица – Мира, по состоянию на 2020 год – 3 двора и 6 постоянных жителей. 

## География

### Улицы
- ул. Мира.